# Santa Cruz de Calvillo

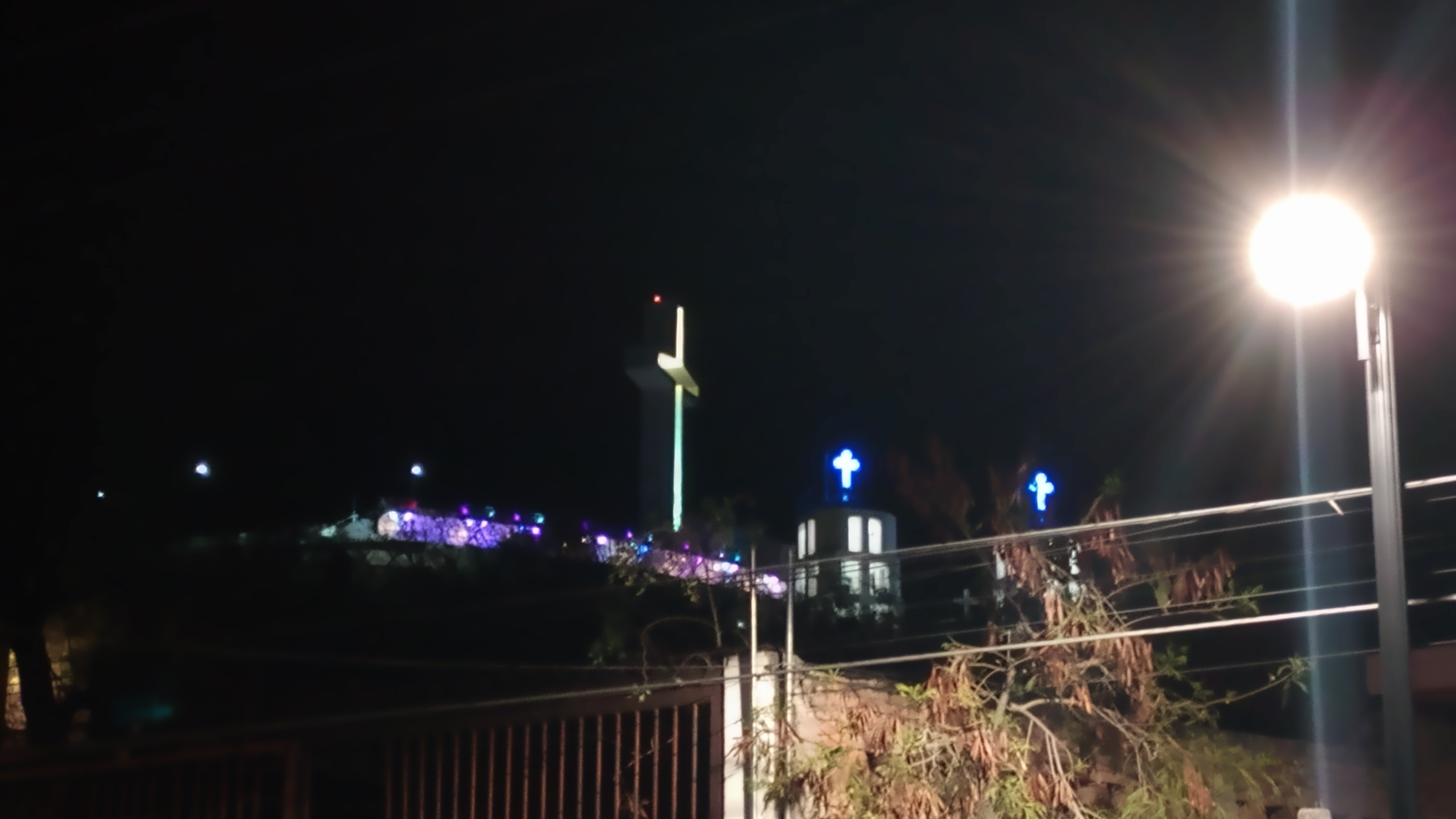
La Santa Cruz de noche.

La Santa Cruz es un complejo cultural y monumental de motivos católicos e históricos cuyo tema es la participación de Calvillo en la Guerra Cristera de 1926. El espacio fue inaugurado en 2021 y se encuentra ubicado en la cabecera del mismo municipio de Calvillo, Aguascalientes.

## Contexto

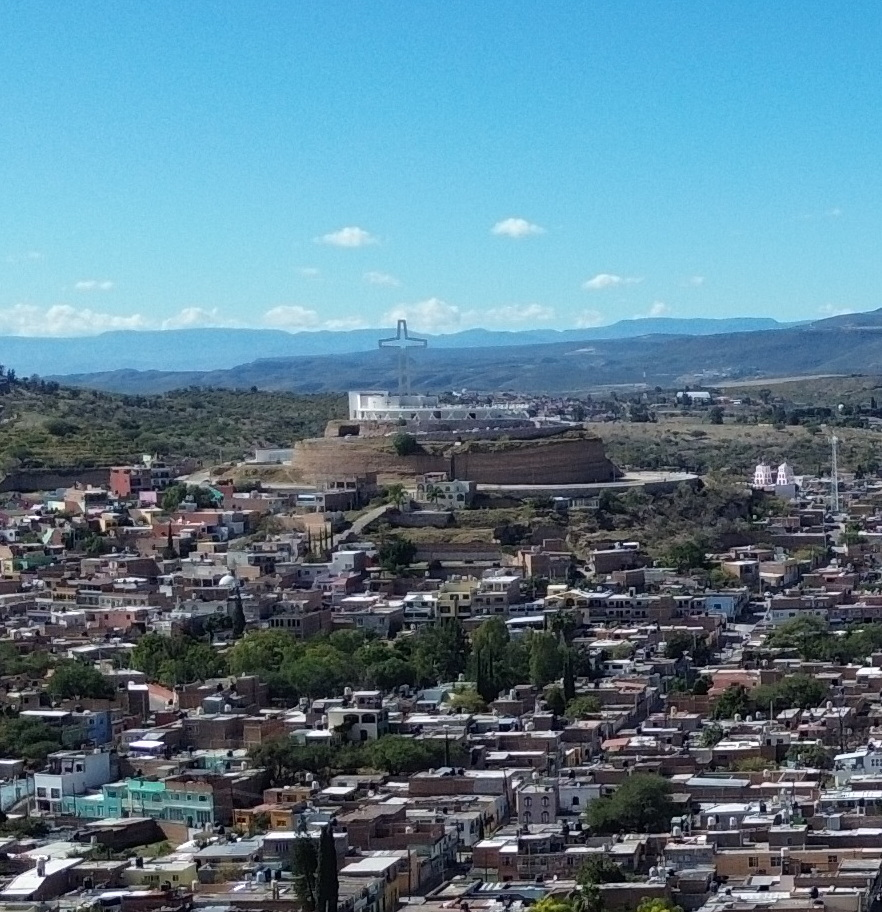
Vista panorámica del Cerro de la Cruz, Calvillo, Aguascalientes.

Ubicada en el municipio de Calvillo del estado de Aguascalientes y construida sobre el "Cerrito de la Cruz" ubicado en el actual fraccionamiento "Cerrito Alto", fue construida por una importante parroquia que surge gracias a la evangelización de la región por los misioneros españoles durante la época colonial, formando parte del proceso de establecer la religión católica en el siglo XVII. Hoy en día, la parroquia es un ejemplo de arquitectura religiosa colonial en México el cual ya no es tan solo un sitio para la peregrinación en Calvillo, sino que se ha adaptado para ser un centro turístico esperando que el turismo incremente la oferta laboral para el municipio el cual, y al mismo tiempo, funciona como centro cultural general. Además, la administración del municipio de Calvillo comenta que este monumento es una representación de «el sentir de nuestros ciudadanos y de millones de mexicanos que desde tiempos de la colonia encaminan su fe a este emblema tan mexicano».

## Historia
En el punto más alto de Calvillo se colocó una cruz de mezquite hace más de cien años, la misma fue restaurada en 1950 y por este motivo se le nombró como Cerrito de la Cruz. Es conservada en la planta baja del complejo, casi debajo de la cruz monumental.
De manera general, durante la presidencia de Plutarco Elías Calles buscaba limitar el poder de la Iglesia Católica en México con la Ley Calles, cuyo objetivo fue el limitar su poder político prohibiendo la práctica del culto en espacios públicos, limitando el número de sacerdotes extranjeros, implementando la educación laica, arrebato de propiedades de la Iglesia y eliminando derechos de la Iglesia como persona jurídica sin la posibilidad de apelar ante está ley finalizando el 21 de junio de 1929.
En 2016 dio inicio al proyecto por reconstruir el lugar fue con un presupuesto de $15,000,000 (quince millones de pesos) para iniciar la construcción del monumento bajo la propuesta del secretario Javier Valdivia Díaz cuyas palabras fueron las de tener «argumentos bien sólidos para defender el proyecto que está iniciando y sería una lástima que el proyecto de tanta visión se quedará en el tintero y que fuera una estructura que diera cobijo a vándalos y a demás gente porque se abandonó».

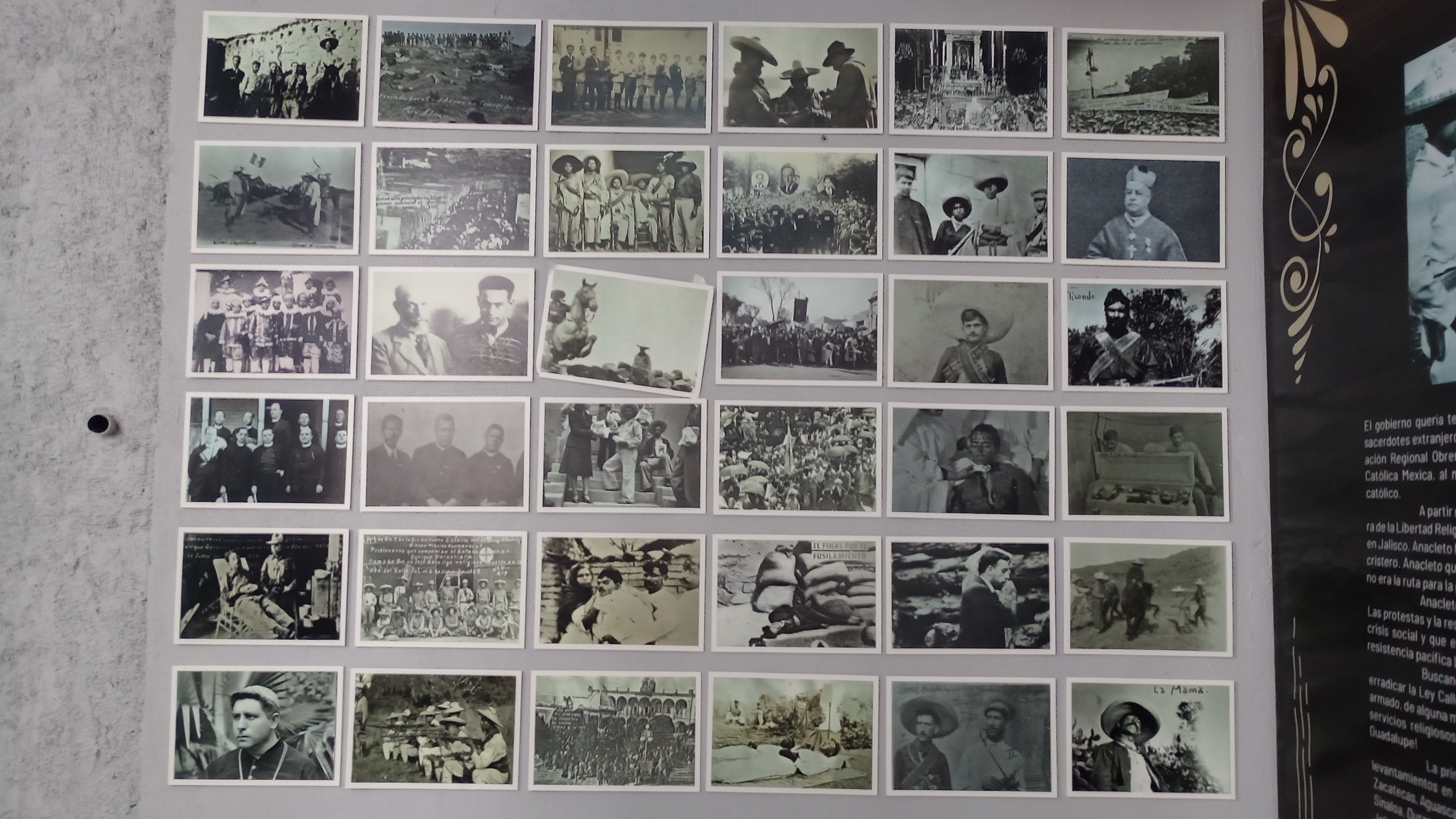
Sección de fotos históricas dentro de la galería.

En 2021 fue inaugurada por Adán Valdivia López y Martín Orozco Sandoval, siendo más grande que el Cristo Roto en San José de Gracia de Aguascalientes el cual cuenta con una altura total de 28 metros y que Cristo Rey en Guanajuato con 20 metros de altura sin mencionar al nivel que se encuentra sobre el mar.

## Descripción
La Santa Cruz es actualmente la explanada más grande de Aguascalientes. La cruz cuenta con una altura de 33 metros en representación a la edad en la que el personaje de Jesucristo muere crucificado. Cada lado de sus brazos son de 6 metros de largo, simulando a los 12 apóstoles de Jesucristo. Alrededor del monumento se sitúan estructuras en forma de equis en símbolo a la corona de espinas portada en el martirio de Cristo.
El complejo está conformado por una capilla, un mausoleo, explanada y andadores techados, además de contar con servicios médicos y de protección civil, entre otros.

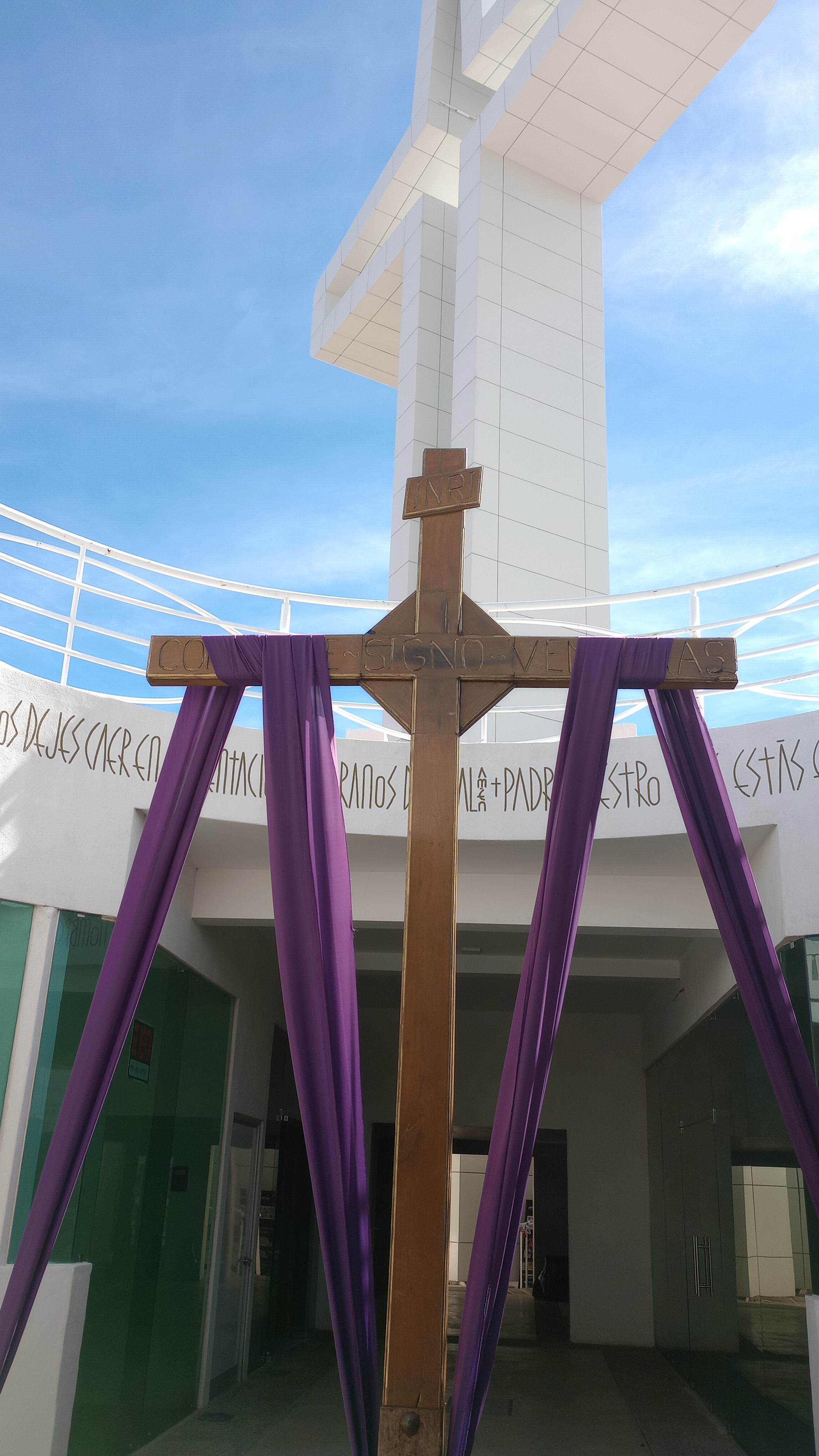
Interior de Complejo de La Santa Cruz

También cuenta con una galería que expone la participación de Calvillo en el Movimiento Cristero. Conformado por 3 zonas comerciales en las que se piensa para el comercio de cualquier giro comercial, la zona A se encuentra en el acceso, conformado por 13 locales. La zona B se sitúa debajo de la explanada con un total de 26 locales, la mitad con vista a la ciudad y el resto hacia la Cierra Fría. La zona C es en el interior del complejo, cuenta con 8 locales de los cuales serán los únicos en los que no se permite la venta ni de alimentos o bebidas.